# Boleto de entrada
Boleto de entrada è il secondo album della cantante portoricana Kany García. Ha raggiunto subito la top ten di entrambe le classifiche latino-americane degli Stati Uniti, mentre in Porto Rico è andato in prima posizione. È stato nominato come "Best Female Pop Vocal Album" ai Latin Grammy e come "Best Latin Pop Album" ai Grammy Awards.

## Tracce
| #  | Titolo                 | Durata |
| -- | ---------------------- | ------ |
| 1  | "Feliz"                | 2:38   |
| 2  | "Hasta dónde"          | 3:13   |
| 3  | "Para volver a amar"   | 3:47   |
| 4  | "Eres tú"              | 3:10   |
| 5  | "Esta vida tuya y mía" | 3:48   |
| 6  | "12 de noviembre"      | 3:14   |
| 7  | "Cuando tú no estás"   | 3:28   |
| 8  | "Dime la verdad"       | 3:20   |
| 9  | "Mi dueña"             | 3:36   |
| 10 | "Hoy"                  | 3:23   |
| 11 | "A dónde vas"          | 3:21   |
| 12 | "El feo"               | 3:26   |

## Boleto de entrada: Edicion Deluxe
Esiste anche un'altra versione dell'album, chiamata Edizione Deluxe, che contiene le stesse canzoni dell'album precedente, solo che ci sono tre canzoni in più : "Cuando tú no estás (in acustico)", "No quiero escuchar un no" e "Pensar en ti".